# Distrito de Jirgatol
Lakhsh (en tayiko: Ноҳияи Лахш) es un distrito de Tayikistán, en la Región bajo subordinación republicana . 
Comprende una superficie de 4 580 km².
El centro administrativo es la ciudad de Vahdat.

## Demografía
Según estimación 2009 contaba con una población total de 45 842 habitantes.

## Otros datos
El código ISO es TJ.RR.DZ, el código postal 737450 y el prefijo telefónico +992 3132.